# أنطونيو كولا
أنطونيو كولا (بالإنجليزية: Antonio Colla)‏ (و. 1806 – 1857 م) هو عالم فلك، وعالم أرصاد جوية ولد في بارما.
توفي في بارما، عن عمر يناهز 51 عاماً.